# Joseph Schubert
Joseph Schubert (20. prosince 1754 Varnsdorf – 28. července 1837 Drážďany) byl německý houslista, violista a hudební skladatel.

## Životopis
Joseph Schubert získal své hudební základy u svého otce – kantora. V 11 letech odešel do Prahy, tam podle Eitnera studoval na „latinské škole“ (Jezuitské gymnázium). Zde se učil kontrapunkt u abbého Fischera. Po těchto studiích se Joseph Schubert vrátil do Varnsdorfu. V 21 letech odešel do Berlína, kde se učil hře na housle u královského komorního houslisty Kohna. Od r. 1779 začal působit jako první houslista v berlínském sídle markraběte von Brandenburg-Schwedt. A zde také v letech 1780-1781 Schubert napsal a premiéroval své opery Rosalia (Rozálie), Der Gasthof zu Genua (Hostinec v Janově), Dia Landpangen, oder das blaue Ungeheuer a později i svoji operu s baletem Die Entzauberung (Rozčarování). Z neznámých důvodů opustil v roce 1784 službu u markraběte a po další čtyři roky žil, spolu se svou početnou rodinou, v Drážďanech. Jeho manželka byla herečkou. Jmenovala se Marianne, rozená Stromová, . Po tuto dobu se Schubert hlásil do dvorní kapely saského krále, ale byl přijat až roku 1788, nejprve jako hostující violista, později jako řádný člen orchestru. V roce 1780 a 1810 navštívil Schubert se svou rodinou Prahu, protože, jak píše Bohumír Jan Dlabač, „chtěl rodinu seznámit s městem, kde v mládí získal vzdělání jak ve vědách, tak v hudebním umění“.
Ve varnsdorfské kronice Aloise Palmeho je ke dni 5. 4. 1829 zpráva o sbírce na opravu varnsdorfských varhan, kde je zmínka o Josephovi Schubertovi jako o „dvorním hudebníkovi ve Varnsdorfu rozeném“, který přispěl 18 zlatými (z celkových 524 zl. 30kr).

## Dílo
Už za Schubertova života byla jeho hudba oceňována, obzvláště pro svoji melodičnost a harmonickou pestrost. Schubert získal uznání jako všestranný skladatel. Byl uveden v roce 1812 v lexikonu skladatelů Ernsta Ludwiga Gerbera. Jeho dílo zahrnuje 15 mší, 4 opery, 17 sonát, a 49 koncertů pro sólové nástroje. Saská zemská knihovna v Drážďanech vlastní rukopisy tří koncertů pro violu, napsané Josephem Schubert

### Opery
- Die Entzauberung
- Die Landplagen oder Das blaue Ungeheuer
- Der Gutshof zu Genua
- Rosalia

### Další skladby
- Koncert pro violu a orchestr C dur
- Koncert pro flétnu a orchestr, op.1
- Mše C-dur
- Mše c-moll
- Mše e-moll
- Klavírní sonáty